# Hubs Flöter

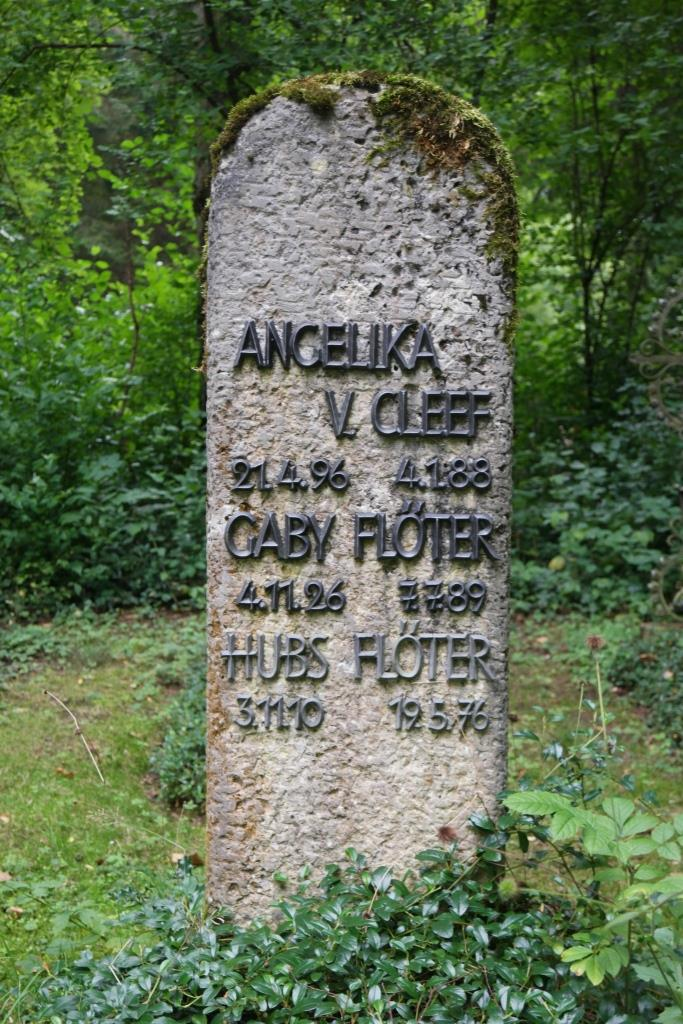
Grab von Hubs Flöter auf dem Waldfriedhof in München-Solln

Hubs Flöter (eigentlich Hubertus Augustinus Flöter; * 3. November 1910 in Köln; † 19. Mai 1976 in München) war ein deutscher Modefotograf und Fotojournalist.

## Leben und Wirken

### Ausbildung und Zeit des Nationalsozialismus
Flöter sammelte erste Erfahrungen im Atelier seines Onkels, des Fotografen Eugen Coubillier. Ab 1928 studierte er an der Lehr- und Versuchsanstalt für Photographie, Chemiegrafie, Lichtdruck und Gravüre in München, wo er 1932 in der Meisterklasse von Willy Zielke abschloss. Anschließend war er Assistent bei Hugo Schmölz in Köln und arbeitete ab 1935 im Atelier Binder in Berlin. 1938 übernahm er dieses Atelier in leitender Position. Bei dieser Übernahme profitierte er von der antijüdischen Politik des NS-Regimes, denn das Atelier war kurz zuvor von der Gewerbeaufsicht des Regimes geschlossen worden, weil die Inhaber sowie die leitende Fotografin Liesel von Stengel Juden waren. Zudem belieferte er ab der ersten Ausgabe 1938 die in einer Auflage von ca. 700.000 Exemplaren erscheinende Film- und Glamourzeitschrift Der Stern, die eine vordergründig unpolitische NS-Propaganda betrieb, mit Bildmaterial. 1940 heiratete er Ilse Reyer, die das Atelier weiterführte, als Flöter eingezogen wurde. Unter dem Namen Hubs und Ilse Flöter erschienen während der Kriegsjahre zahlreiche Modeaufnahmen seiner Frau, vor allem in der Zeitschrift Die Mode.
Flöter trat zum 1. Mai 1933 der NSDAP bei (Mitgliedsnummer 2.102.057), im Zweiten Weltkrieg war er von 1940 bis 1941 Leiter der Bildstelle der UFA in Berlin, von 1941 bis 1945 war er Fotograf einer Propagandakompanie.

### Arbeiten nach dem Krieg
Nach dem Krieg arbeitete er mit seiner Frau zusammen als Presse- und Modefotograf. 1949 verschwand seine Frau auf einer Reise nach Österreich und ist seitdem vermisst. 1951 wurde sie für tot erklärt.
In den Jahren 1946 bis 1949 erschien die Bildreportage Trümmer-Photos mit Aufnahmen von Köln, Stuttgart, München, Freiburg und anderen zerstörten deutschen Städten in der Zeitschrift Schwäbische Illustrierte.
Ab 1948 begann seine Mitarbeit bei der Zeitschrift Film und Frau. In den folgenden Jahren entwickelte sich Flöter zu einem der führenden Modefotografen Deutschlands, der die Modetrends von Diors New Look bis zum Youthquake der 1960er Jahre in seinen präzisen, meist sehr statisch wirkenden Aufnahmen abbildete und so zu einem der Chronisten des deutschen Wirtschaftswunders wurde. Außer für Film und Frau arbeitete Flöter auch für die Frauenillustrierte Constanze und die Modehäuser Horn und Gehringer & Glupp in Berlin, Hauser in Memmingen, Bogner und Schulze-Varell in München, Legroux Soeurs in Paris und Höchsmann in Wien.
Neben der Modefotografie machte Flöter auch Porträtaufnahmen. So gelang ihm im Juni 1948 eine berühmt gewordene Serie mit Porträtaufnahmen von Karl Valentin, wenige Wochen vor dessen Tod. Eine von Flöter erstellte Liste porträtierter Politiker von 1971 umfasst über 300 Eintragungen. Außerdem erstellte er im Auftrag von BMW eine große Anzahl von Motorsportaufnahmen.

### Filmografie (Auswahl)
- 1935: Das Stahltier[6]
- 1948: Das verlorene Gesicht

## Publikationen
- Hubs Flöter, Bernd Füchtenschneider (Red.): Auftragsfotografie der 50er Jahre. Ausstellungskatalog CCD Galerie, Düsseldorf, 8. Juni – 20. Juli 1984. Düsseldorf 1984.
- Adelheid Rasche (Hrsg.) / Hubs Flöter (Illustrationen): Botschafterinnen der Mode. Star-Mannequins und Fotomodelle der Fünfziger Jahre in internationaler Modefotografie. Schwarzkopf und Schwarzkopf, Berlin 2001, ISBN 3-89602-377-2.
- Wilfried Scharnagl. Mit Fotos von Hubs Flöter: Zweimal Bayern. Kontraste eines ungewöhnlichen Landes. Ehrenwirth, München 1975, ISBN 3-431-01698-7.